# Soublecause
Soublecause est une commune française située dans le nord-ouest du département des Hautes-Pyrénées, en région Occitanie.
Sur le plan historique et culturel, la commune est dans le pays de Rivière-Basse, qui s’allonge dans la moyenne vallée de l’Adour, à l’endroit où le fleuve marque un coude pour s’orienter vers l’Aquitaine. Exposée à un climat océanique altéré, elle est drainée par le Louet et par divers autres petits cours d'eau.
Soublecause est une commune rurale qui compte 174 habitants en 2022, après avoir connu un pic de population de 516 habitants en 1861. Elle fait partie de l'aire d'attraction de Maubourguet..

## Géographie

### Localisation
La commune de Soublecause se trouve dans le département des Hautes-Pyrénées, en région Occitanie.
Elle se situe à 34 km à vol d'oiseau de Tarbes, préfecture du département, et à 9 km de Maubourguet, bureau centralisateur du canton du Val d'Adour-Rustan-Madiranais dont dépend la commune depuis 2015 pour les élections départementales.
La commune fait en outre partie du bassin de vie de Maubourguet.
Les communes les plus proches sont : 
Hagedet (1,4 km), Lascazères (2,8 km), Bétracq (3,1 km), Hères (3,3 km), Madiran (3,4 km), Villefranque (3,9 km), Caussade-Rivière (4,0 km), Monpezat (4,6 km).
Sur le plan historique et culturel, Soublecause fait partie du pays de Rivière-Basse, qui s’allonge dans la moyenne vallée de l’Adour, à l’endroit où le fleuve marque un coude pour s’orienter vers l’Aquitaine.

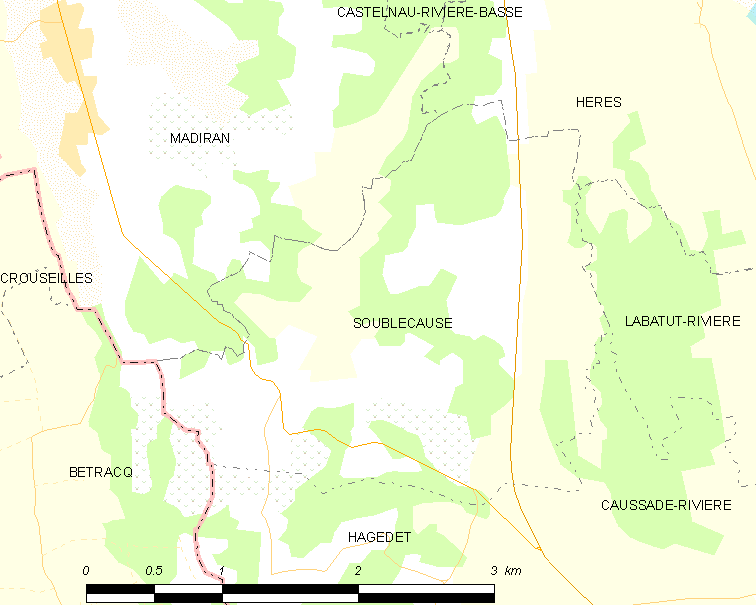
Carte de la commune de Soublecause et des proches communes.

| Madiran                        |             | Hères            |
| Bétracq (Pyrénées-Atlantiques) | Soublecause | Labatut-Rivière  |
|                                | Hagedet     | Caussade-Rivière |

### Hydrographie
La commune est dans le bassin de l'Adour, au sein du bassin hydrographique Adour-Garonne. Elle est drainée par le Louet, la Géloque, le Mondet, le Prouzet, le ruisseau de Paparen, le ruisseau du Houlet et par divers petits cours d'eau, constituant un réseau hydrographique de 8 km de longueur totale,.
Le Louet, d'une longueur totale de 44,3 km, prend sa source dans la commune de Gardères et s'écoule vers le nord. Il traverse la commune et se jette dans l'Adour à Castelnau-Rivière-Basse, après avoir traversé 22 communes.

### Climat
Le climat est tempéré de type océanique, en raison de l'influence proche de l'océan Atlantique situé à peu près 150 km plus à l'ouest. La proximité des Pyrénées fait que la commune profite d'un effet de foehn, il peut aussi y neiger en hiver, même si cela reste inhabituel.
| Mois                              | jan.  | fév.  | mars  | avril | mai   | juin  | jui.  | août  | sep.  | oct.  | nov.  | déc.  | année   |
| --------------------------------- | ----- | ----- | ----- | ----- | ----- | ----- | ----- | ----- | ----- | ----- | ----- | ----- | ------- |
| Température minimale moyenne (°C) | 0,6   | 1,3   | 2,7   | 5,2   | 8,3   | 11,6  | 14,1  | 13,9  | 11,7  | 8     | 3,6   | 1,3   | 6,9     |
| Température moyenne (°C)          | 5,3   | 6,1   | 7,8   | 10    | 13,3  | 16,7  | 19,3  | 19    | 17,2  | 13,3  | 8,5   | 5,8   | 11,9    |
| Température maximale moyenne (°C) | 9,9   | 11    | 12,9  | 14,8  | 18,3  | 21,7  | 24,5  | 24    | 22,6  | 18,6  | 13,4  | 10,4  | 16,8    |
| Ensoleillement (h)                | 108,8 | 118,8 | 155,6 | 157,2 | 181,3 | 191,5 | 215,5 | 196,4 | 194,5 | 164,4 | 124,4 | 104,4 | 1 912,8 |
| Précipitations (mm)               | 112,8 | 97,5  | 100,2 | 105,7 | 113,6 | 80,7  | 57,3  | 70,3  | 71    | 85,2  | 93    | 112,1 | 1 099,4 |

### Milieux naturels et biodiversité
Aucun espace naturel présentant un intérêt patrimonial n'est recensé sur la commune dans l'inventaire national du patrimoine naturel,,.

## Urbanisme

### Typologie
Au 1er janvier 2024, Soublecause est catégorisée commune rurale à habitat très dispersé, selon la nouvelle grille communale de densité à sept niveaux définie par l'Insee en 2022.
Elle est située hors unité urbaine. Par ailleurs la commune fait partie de l'aire d'attraction de Maubourguet, dont elle est une commune de la couronne,. Cette aire, qui regroupe 13 communes, est catégorisée dans les aires de moins de 50 000 habitants,.

### Occupation des sols
L'occupation des sols de la commune, telle qu'elle ressort de la base de données européenne d’occupation biophysique des sols Corine Land Cover (CLC), est marquée par l'importance des territoires agricoles (70,6 % en 2018), en augmentation par rapport à 1990 (68,7 %). La répartition détaillée en 2018 est la suivante : 
zones agricoles hétérogènes (36,4 %), terres arables (30,2 %), forêts (29,4 %), cultures permanentes (4 %).
L'IGN met par ailleurs à disposition un outil en ligne permettant de comparer l’évolution dans le temps de l’occupation des sols de la commune (ou de territoires à des échelles différentes). Plusieurs époques sont accessibles sous forme de cartes ou photos aériennes : la carte de Cassini (XVIIIe siècle), la carte d'état-major (1820-1866) et la période actuelle (1950 à aujourd'hui).

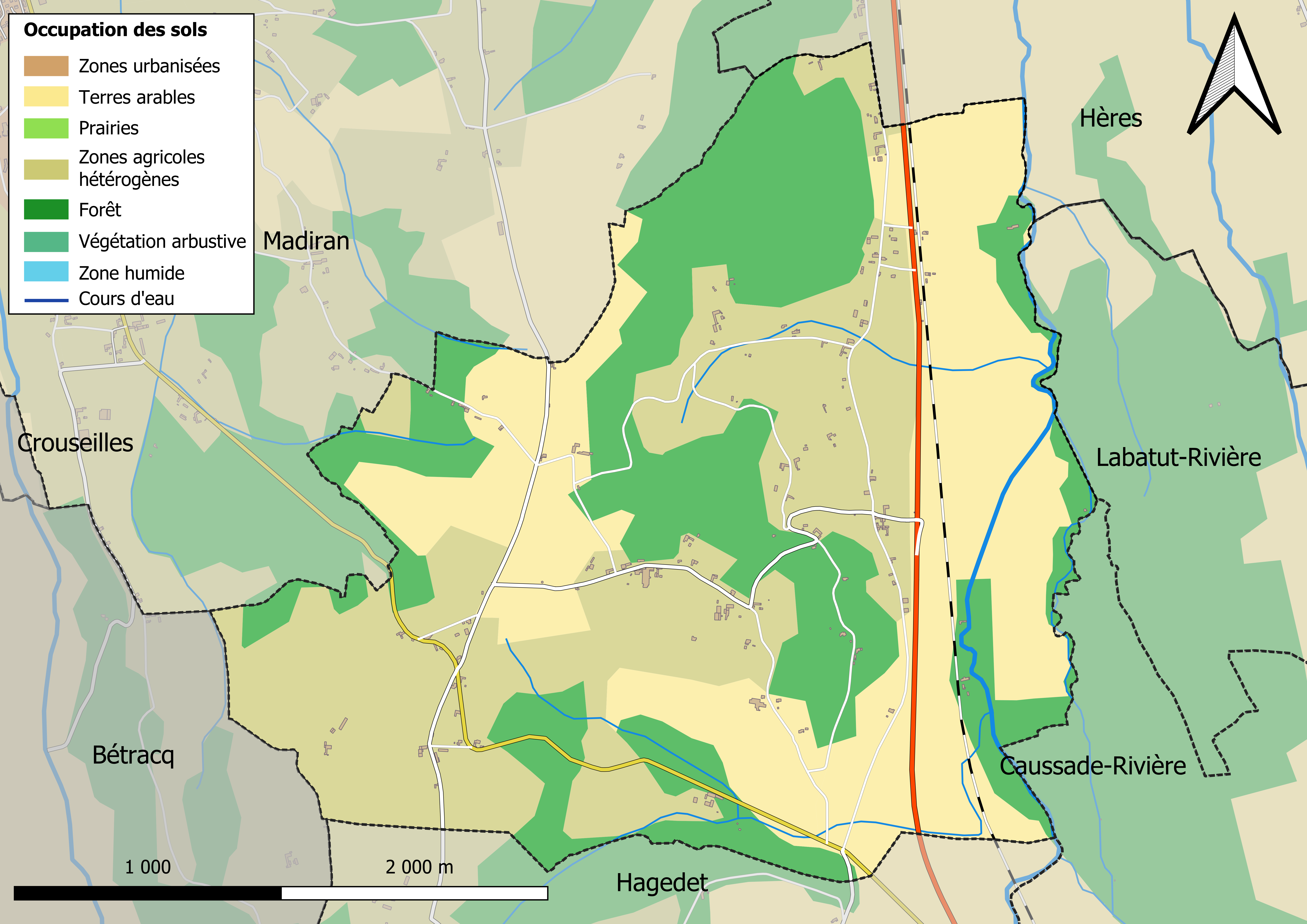
Carte des infrastructures et de l'occupation des sols en 2018 (CLC) de la commune.
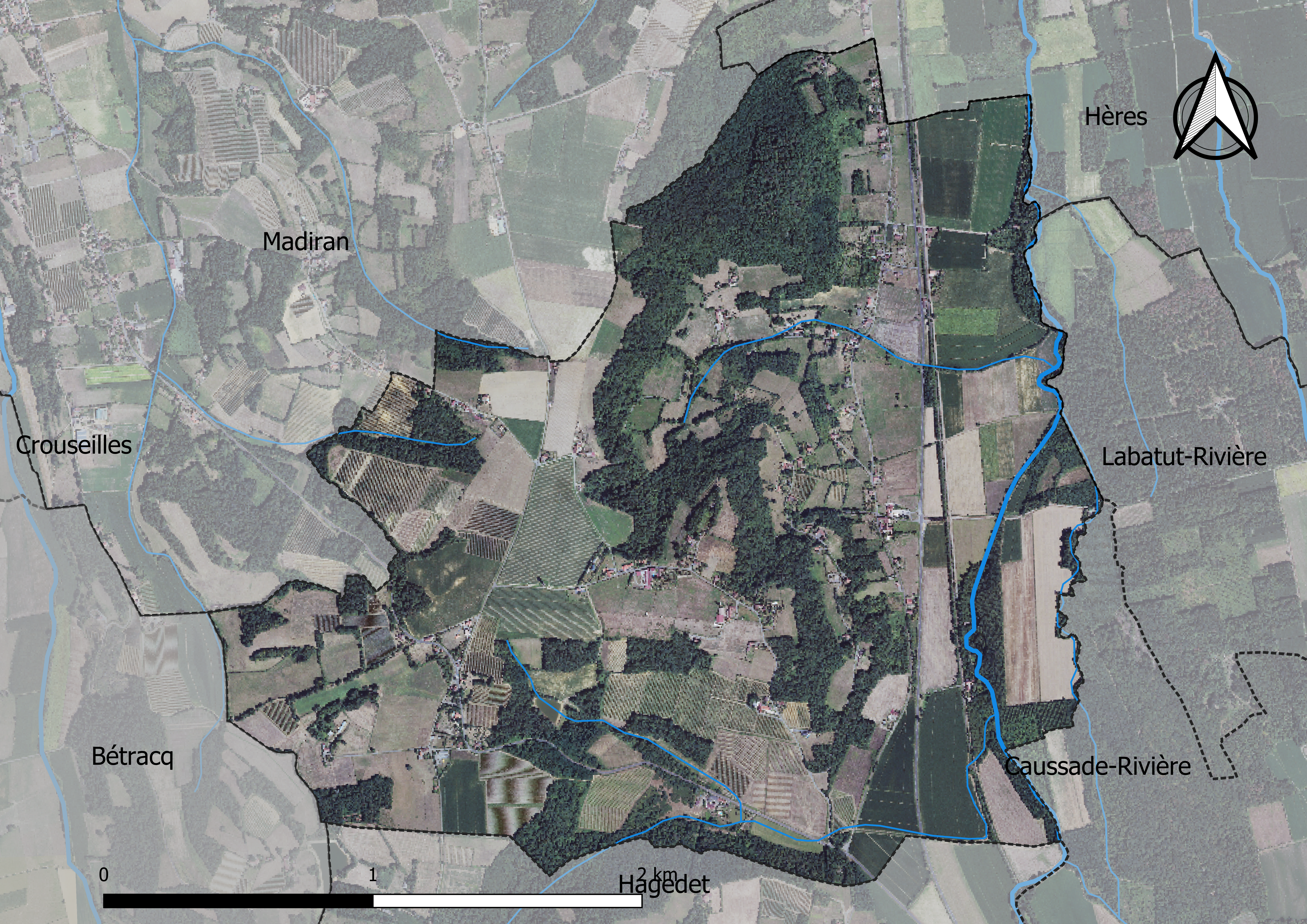
Carte orthophotogrammétrique de la commune.

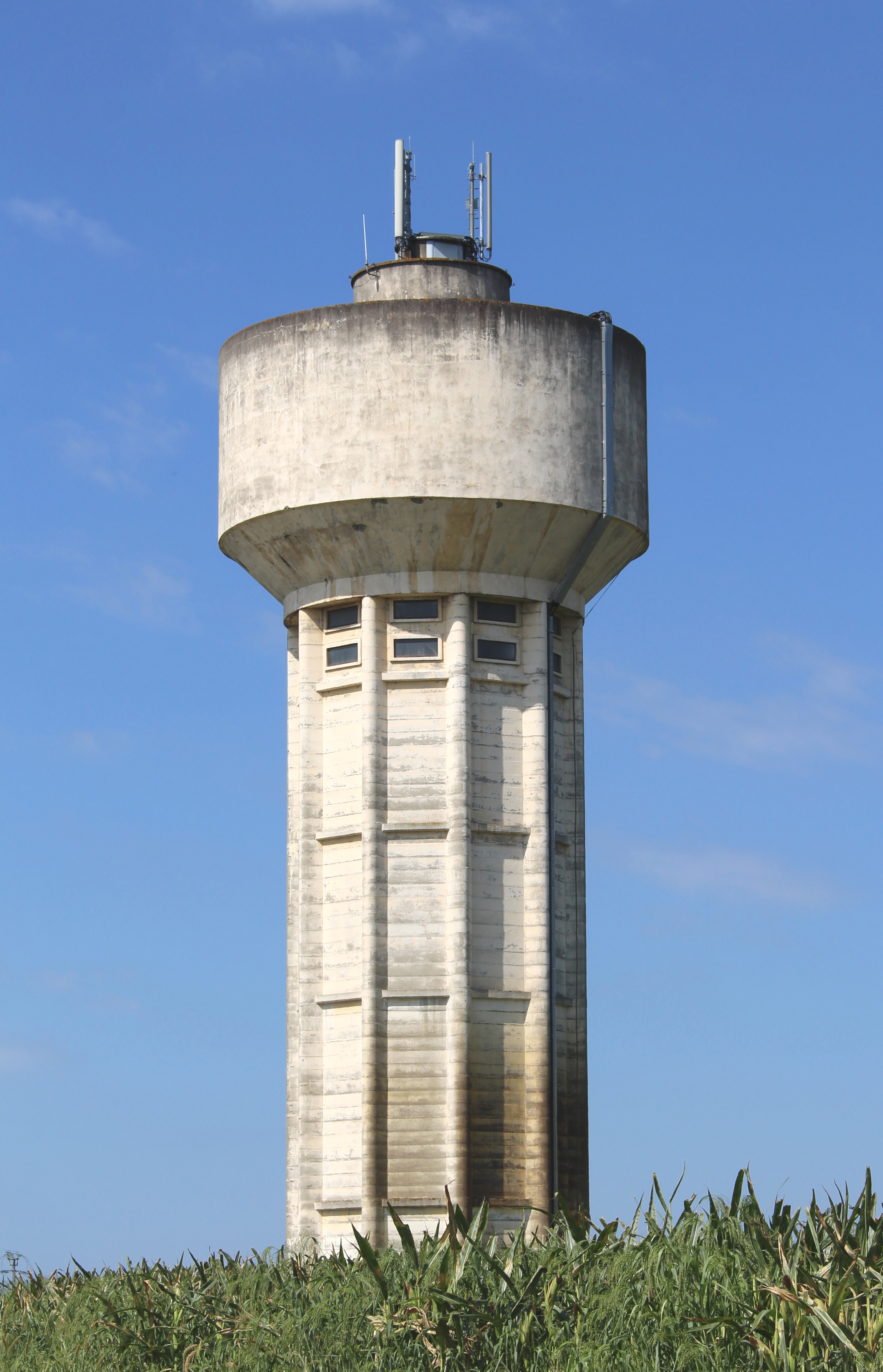
Le château d'eau en 2016.

### Logement
En 2012, le nombre total de logements dans la commune est de 96.

Parmi ces logements, 81,0 % sont des résidences principales, 14,8 % des résidences secondaires et 4,2 % des logements vacants.

### Voies de communication et transports
Cette commune est desservie par la route départementale D 935 et par les routes départementales D 48 et D 365.

### Risques majeurs
Le territoire de la commune de Soublecause est vulnérable à différents aléas naturels : météorologiques (tempête, orage, neige, grand froid, canicule ou sécheresse), inondations, mouvements de terrains et séisme (sismicité modérée). Il est également exposé à un risque technologique,  le transport de matières dangereuses. Un site publié par le BRGM permet d'évaluer simplement et rapidement les risques d'un bien localisé soit par son adresse soit par le numéro de sa parcelle.

#### Risques naturels
Certaines parties du territoire communal sont susceptibles d’être affectées par le risque d’inondation par débordement de cours d'eau, notamment le Louet. La cartographie des zones inondables en ex-Midi-Pyrénées réalisée dans le cadre du XIe Contrat de plan État-région, visant à informer les citoyens et les décideurs sur le risque d’inondation, est accessible sur le site de la DREAL Occitanie. La commune a été reconnue en état de catastrophe naturelle au titre des dommages causés par les inondations et coulées de boue survenues en 1982, 1999 et 2009,.
Soublecause est exposée au risque de feu de forêt. Un plan départemental de protection des forêts contre les incendies a été approuvé par arrêté préfectoral le 21 avril 2020 pour la période 2020-2029. Le précédent couvrait la période 2007-2017. L’emploi du feu est régi par deux types de réglementations. D’abord le code forestier et l’arrêté préfectoral du 27 octobre 2014, qui réglementent l’emploi du feu à moins de 200 m des espaces naturels combustibles sur l’ensemble du département. Ensuite celle établie dans le cadre de la lutte contre la pollution de l’air, qui interdit le brûlage des déchets verts des particuliers. L’écobuage est quant à lui réglementé dans le cadre de commissions locales d’écobuage (CLE)

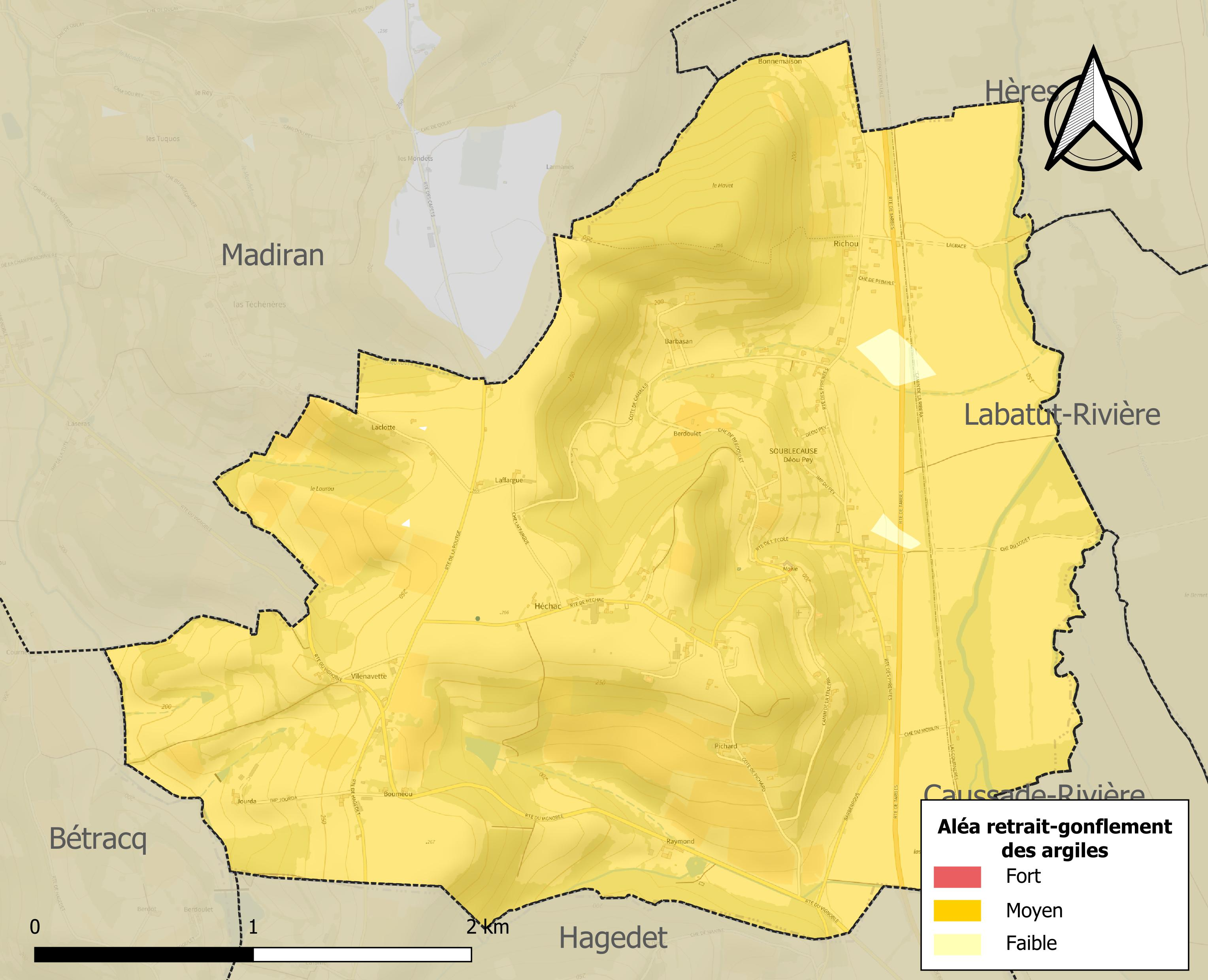
Carte des zones d'aléa retrait-gonflement des sols argileux de Soublecause.

Les mouvements de terrains susceptibles de se produire sur la commune sont des tassements différentiels.
Le retrait-gonflement des sols argileux est susceptible d'engendrer des dommages importants aux bâtiments en cas d’alternance de périodes de sécheresse et de pluie. 99,4 % de la superficie communale est en aléa moyen ou fort (44,5 % au niveau départemental et 48,5 % au niveau national). Sur les 100 bâtiments dénombrés sur la commune en 2019, 99 sont en aléa moyen ou fort, soit 99 %, à comparer aux 75 % au niveau départemental et 54 % au niveau national. Une cartographie de l'exposition du territoire national au retrait gonflement des sols argileux est disponible sur le site du BRGM,.
Par ailleurs, afin de mieux appréhender le risque d’affaissement de terrain, l'inventaire national des cavités souterraines permet de localiser celles situées sur la commune.
Concernant les mouvements de terrains, la commune a été reconnue en état de catastrophe naturelle au titre des dommages causés par des mouvements de terrain en 1999.

#### Risque technologique
Le risque de transport de matières dangereuses sur la commune est lié à sa traversée par une infrastructure ferroviaire. Un accident se produisant sur une telle infrastructure est susceptible d’avoir des effets graves sur les biens, les personnes ou l'environnement, selon la nature du matériau transporté. Des dispositions d’urbanisme peuvent être préconisées en conséquence.

## Toponymie

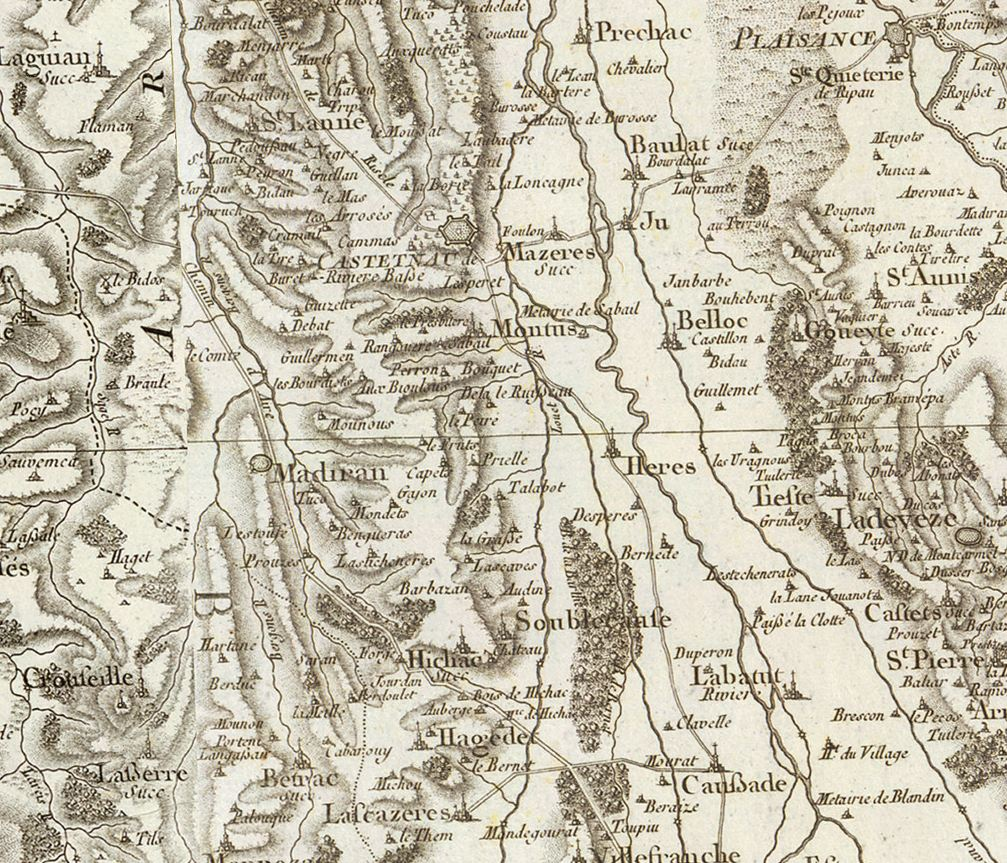
Extrait de la carte de Cassini (entre 1756 et 1789) situant Soublecause au sud de Castelnau-Rivière-Basse.

On trouvera les principales informations dans le Dictionnaire toponymique des communes des Hautes-Pyrénées de Michel Grosclaude et Jean-François Le Nail qui rapporte les dénominations historiques du village :
Dénominations historiques :
- De Soublacause (1342, pouillé de Tarbes) ;
- de Soblacausa (1379, procuration Tarbes) ;
- Soubslacause (1760, Larcher, pouillé de Tarbes) ;
- Soublecause (fin XVIIIe siècle, carte de Cassini).

Étymologie : du latin supra (= au-dessus de) et calceatam (= chaussée, route).
Nom occitan : Soblacausa.

## Histoire

### Cadastre napoléonien de Soublecause
Le plan cadastral napoléonien de Soublecause est consultable sur le site des archives départementales des Hautes-Pyrénées.

## Politique et administration

### Liste des maires

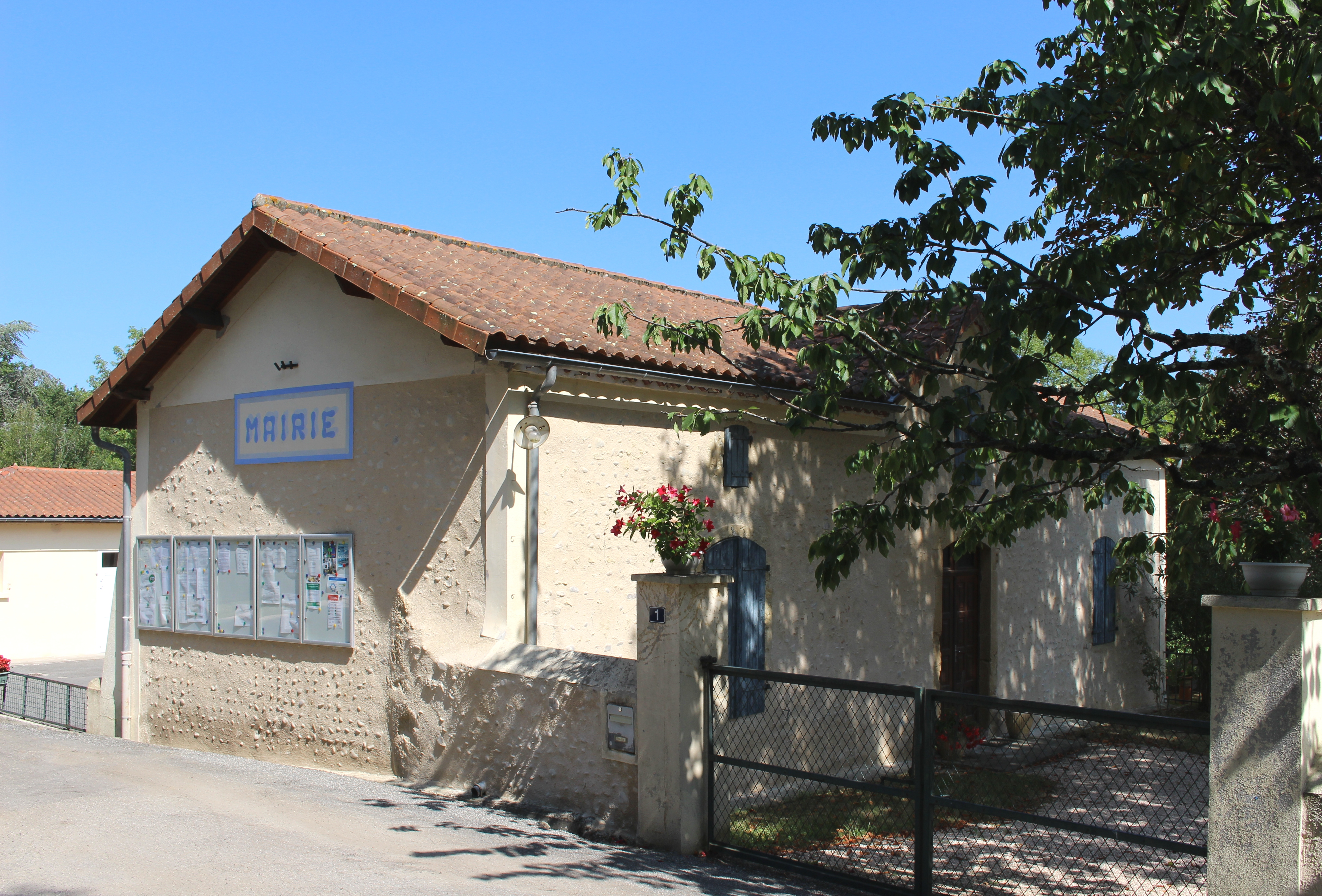
La mairie en 2016.

| Période                                  | Période  | Identité            | Étiquette | Qualité |
| ---------------------------------------- | -------- | ------------------- | --------- | ------- |
| Les données manquantes sont à compléter. |          |                     |           |         |
| 1945                                     | 1959     | Edmond Larroque     |           |         |
| 1959                                     | 1962     | René Dupont         |           |         |
| 1962                                     | 1971     | Edmond Larroque     |           |         |
| 1971                                     | 2008     | Gilbert Peres       |           |         |
| mars 2008                                | 2014     | Jean-Claude Guillot |           |         |
| mars 2014                                | En cours | Joël Lacabanne      |           |         |

### Rattachements administratifs et électoraux

#### Historique administratif
Sénéchaussée de Lectoure, élection d'Armagnac, pays de Rivière-Basse, marquisat de Franclieu, canton de Castelnau-Rivière-Basse (depuis 1790). Barbazan, Héchac et Lagrasse, communes en 1790, lui sont réunies en 1791.

#### Intercommunalité
Soublecause appartient à la communauté de communes Adour Madiran créée en janvier 2017 qui a la particularité de réunir 72 communes de Bigorre et Béarn.

## Population et société

### Démographie

#### Évolution démographique
| 1793 | 1800 | 1806 | 1821 | 1831 | 1836 | 1841 | 1846 | 1851 |
| ---- | ---- | ---- | ---- | ---- | ---- | ---- | ---- | ---- |
| 440  | 438  | 495  | 460  | 489  | 490  | 513  | 515  | 507  |

| 1856 | 1861 | 1866 | 1876 | 1881 | 1886 | 1891 | 1896 | 1901 |
| ---- | ---- | ---- | ---- | ---- | ---- | ---- | ---- | ---- |
| 504  | 516  | 503  | 507  | 407  | 408  | 404  | 348  | 327  |

| 1906 | 1911 | 1921 | 1926 | 1931 | 1936 | 1946 | 1954 | 1962 |
| ---- | ---- | ---- | ---- | ---- | ---- | ---- | ---- | ---- |
| 343  | 330  | 275  | 261  | 248  | 241  | 212  | 170  | 153  |

| 1968 | 1975 | 1982 | 1990 | 1999 | 2005 | 2006 | 2010 | 2015 |
| ---- | ---- | ---- | ---- | ---- | ---- | ---- | ---- | ---- |
| 165  | 160  | 180  | 183  | 175  | 171  | 170  | 180  | 192  |

| 2020 | 2022 | - | - | - | - | - | - | - |
| ---- | ---- | - | - | - | - | - | - | - |
| 177  | 174  | - | - | - | - | - | - | - |

### Enseignement
La commune dépend de l'académie de Toulouse. Elle dispose d’une école en 2017.
- École élémentaire.

## Économie

### Revenus
En 2018, la commune compte 77 ménages fiscaux, regroupant 164 personnes. La médiane du revenu disponible par unité de consommation est de 18 980 € (20 420 € dans le département).

### Emploi
|                | 2008  | 2013  | 2018  |
| -------------- | ----- | ----- | ----- |
| Commune        | 4,1 % | 12 %  | 3,8 % |
| Département    | 7,7 % | 9,4 % | 9,8 % |
| France entière | 8,3 % | 10 %  | 10 %  |

En 2018, la population âgée de 15 à 64 ans s'élève à 109 personnes, parmi lesquelles on compte 80 % d'actifs (76,2 % ayant un emploi et 3,8 % de chômeurs) et 20 % d'inactifs,. Depuis 2008, le taux de chômage communal (au sens du recensement) des 15-64 ans est inférieur à celui de la France et du département.
La commune fait partie de la couronne de l'aire d'attraction de Maubourguet, du fait qu'au moins 15 % des actifs travaillent dans le pôle,. Elle compte 30 emplois en 2018, contre 20 en 2013 et 24 en 2008. Le nombre d'actifs ayant un emploi résidant dans la commune est de 84, soit un indicateur de concentration d'emploi de 35,4 % et un taux d'activité parmi les 15 ans ou plus de 54,8 %.
Sur ces 84 actifs de 15 ans ou plus ayant un emploi, 23 travaillent dans la commune, soit 27 % des habitants. Pour se rendre au travail, 80,2 % des habitants utilisent un véhicule personnel ou de fonction à quatre roues, 2,5 % les transports en commun, 4,9 % s'y rendent en deux-roues, à vélo ou à pied et 12,3 % n'ont pas besoin de transport (travail au domicile).

## Culture locale et patrimoine

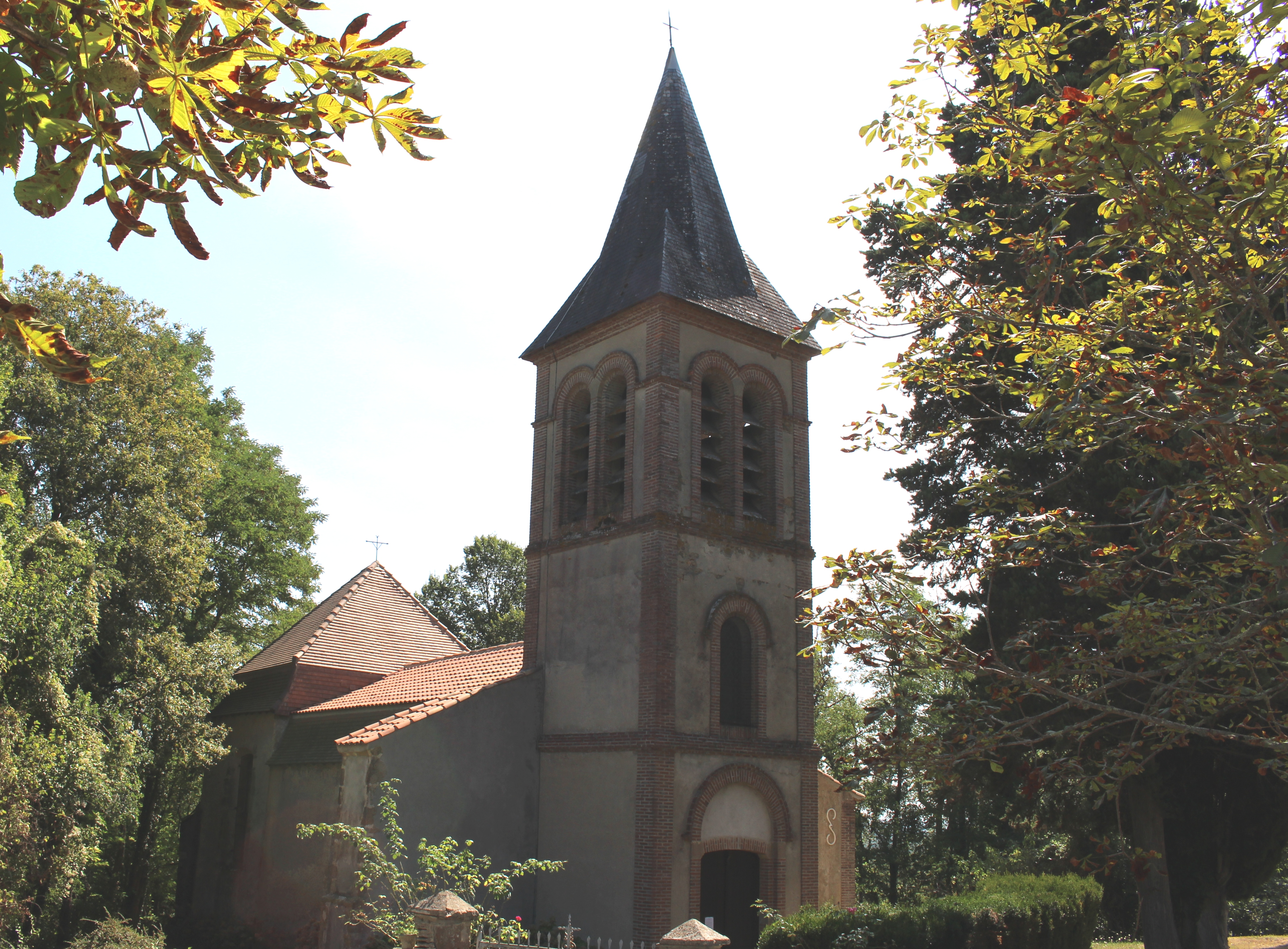
L'église Saint-André en 2016.

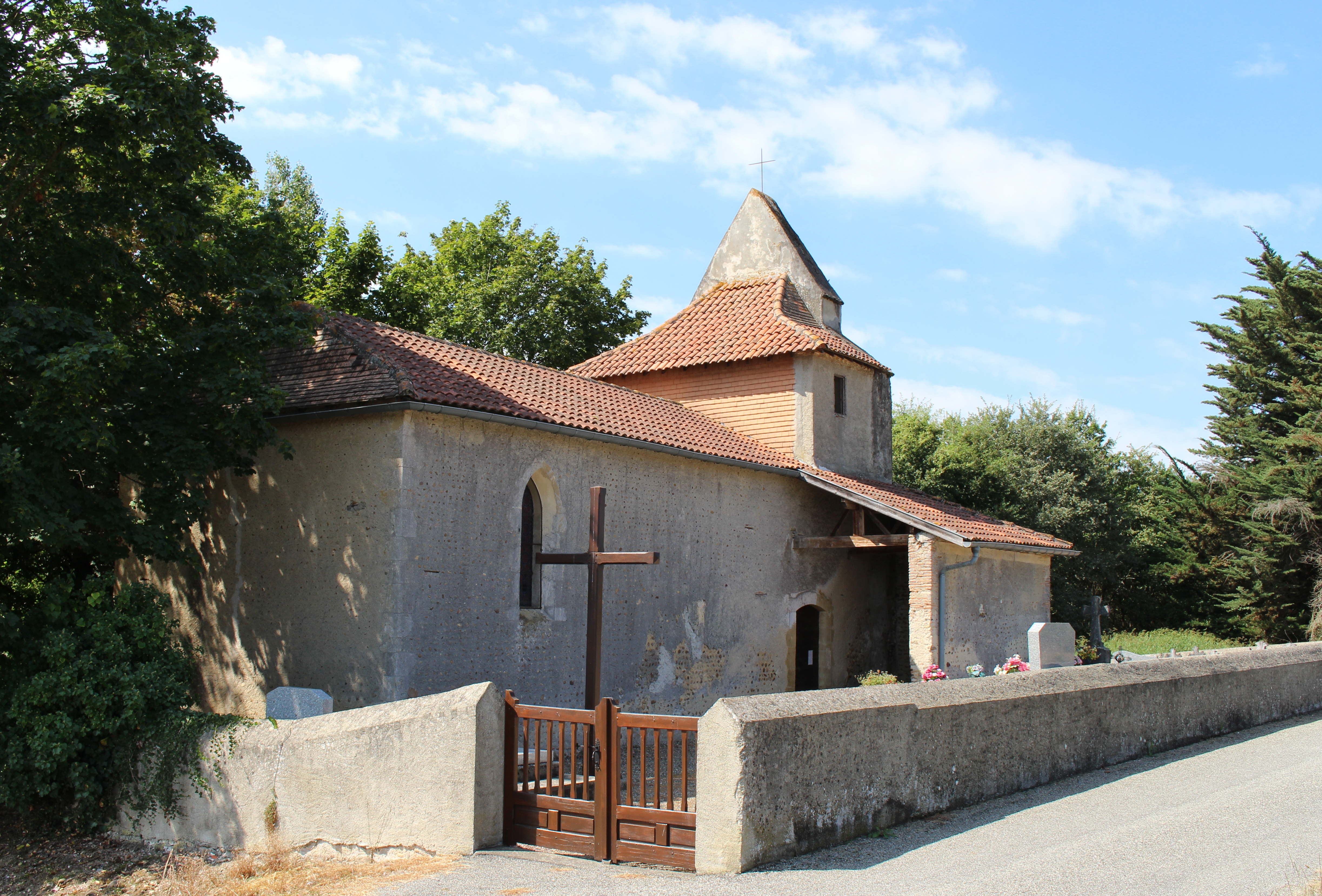
L'église Saint-Martin.

### Lieux et monuments
- Église Saint-André de Soublecause.
- Église Saint-Martin de Héchac.

### Personnalités liées à la commune
- Marie Robine, dite Marie la Gasque (la Gasconne) ou la Visionnaire d'Avignon (? - 1399), illuminée qui vécut pendant le Grand Schisme d'Occident. Originaire du hameau de Héchac, elle vint à Avignon pour obtenir la guérison de sa paralysie. Déclarée guérie, elle se mit à prophétiser lors de douze visions. Celles-ci ont été publiées en 1986 par l'École française de Rome[32].

## Voir aussi

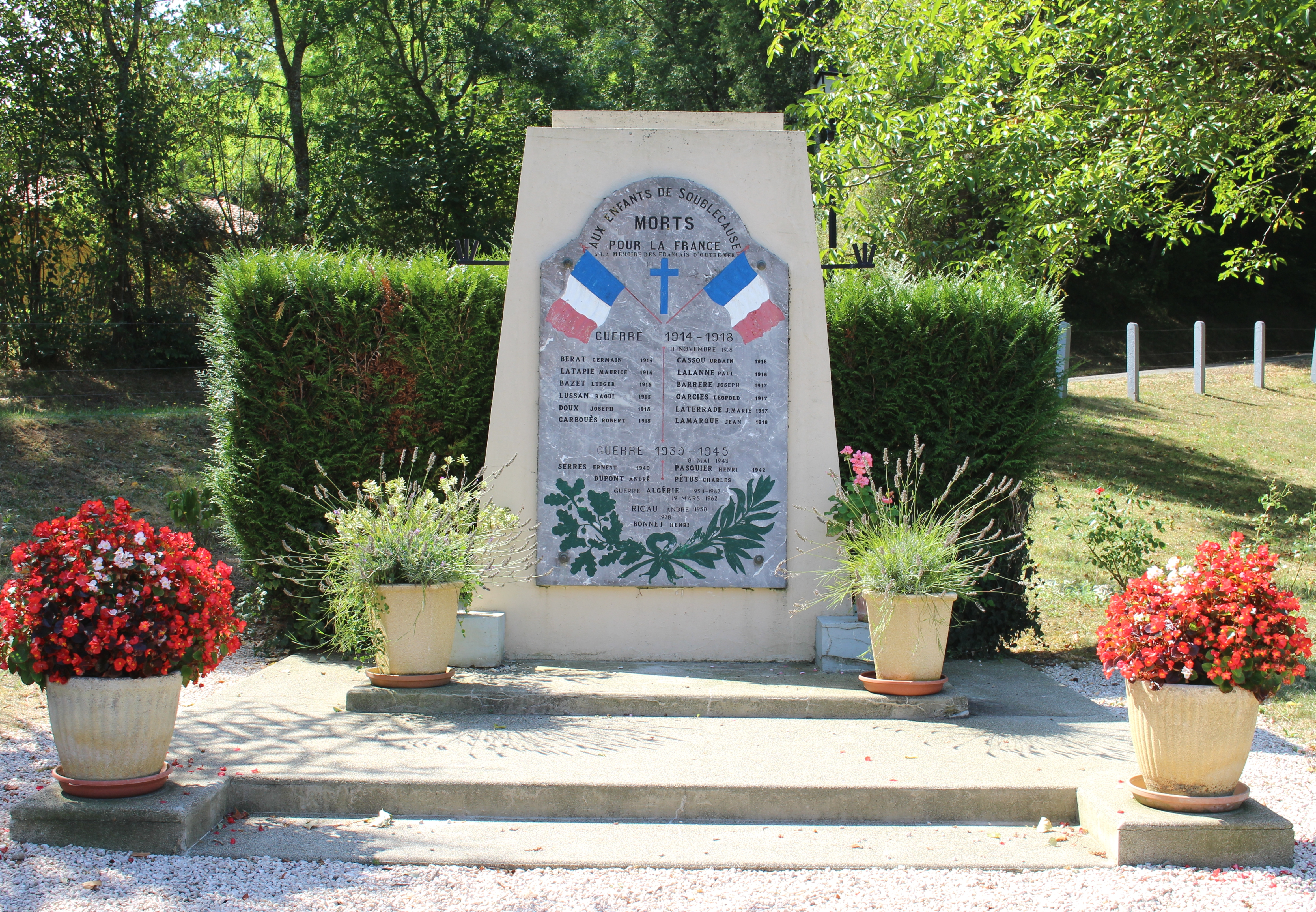
Le monument aux morts municipal.

### Héraldique
| Blason | Blasonnement : D'azur au chevron d'or, accompagné en chef d'une tête de maure au naturel et en pointe d'une lettre S capitale aussi d'or. Commentaires : Blason vérifié auprès de la mairie. |